# Liste des gares du Gers

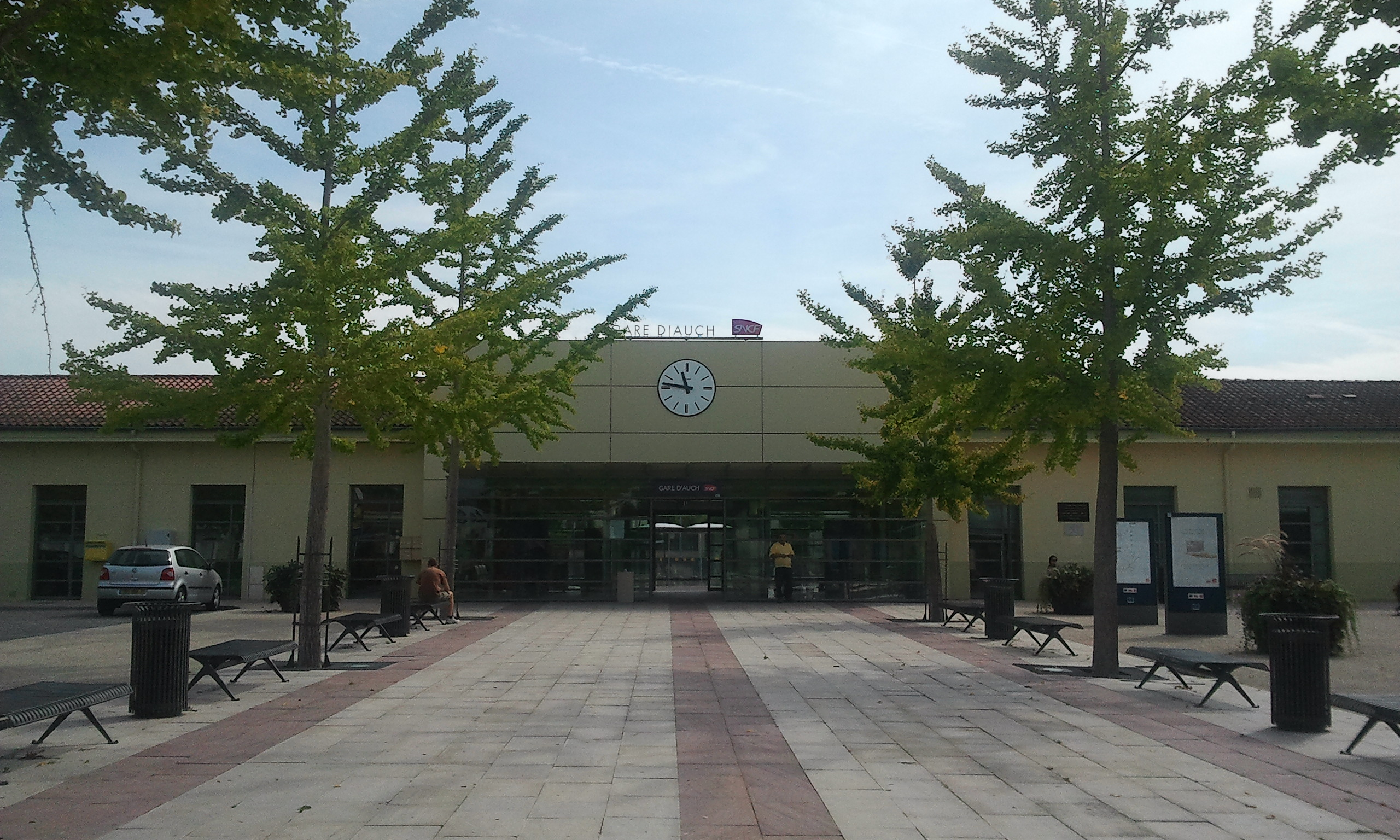
La gare d'Auch

La liste des gares du Gers, est une liste des gares ferroviaires, haltes ou arrêts, situées dans le département du Gers, en région Occitanie.
Liste actuellement non exhaustive, les gares fermées sont en italique.

## Gares ferroviaires des lignes du réseau national

### Gares ouvertes au trafic voyageurs
- Gare d'Aubiet
- Gare d'Auch
- Gare de Gimont-Cahuzac
- Gare de L'Isle-Jourdain

### Gares fermées au trafic voyageurs: situées sur une ligne en service
- Gare de Condom (ouverte au fret)
- Gare d'Escornebœuf
- Gare de Fleurance (ouverte au fret)
- Gare de Leboulin
- Gare de Lectoure
- Gare de Marsan
- Gare de Monferran
- Gare de Montestruc-sur-Gers
- Gare de Rambert-Preignan
- Gare de Sainte-Christie

### Gares fermées au trafic voyageurs: situées sur une ligne fermée
- Gare d'Ayguetinte
- Gare de Barcelonne-du-Gers
- Gare de Bretagne-d'Armagnac
- Gare de Castelnau-Rivière-Basse
- Gare de Castéra-les-Bains
- Gare de Castéra-Lectourois
- Gare de Castéra-Verduzan
- Gare d'Eauze
- Gare d'Espaon - Cadeillan
- Gare de Fustéroueau
- Gare de Gaillon
- Gare de Gondrin
- Gare de Jegun
- Gare de L'Isle-de-Noé
- Gare de Laas
- Gare de Lagraulet
- Gare de Lannepax
- Gare de Larrouzé
- Gare de Lombez
- Gare de Manciet
- Gare de Miélan
- Gare de Mirande
- Gare de Montréal-du-Gers
- Gare de Mouchan
- Gare de Nogaro
- Gare de Noulens - Ramouzens
- Gare d'Ortholas
- Gare de Riscle
- Gare du Rouget
- Gare de Saint-Jean-le Comtal
- Gare de Saint-Germé
- Gare de Saint-Lary
- Gare de Saint-Loube-Amades
- Gare de Saint-Paul-de-Baïse
- Gare de Samatan
- Gare de Sorbets
- Gare de Termes-d'Armagnac
- Gare de Valence-sur-Baïse
- Gare de Vic-Fezensac
- Gare de Villecomtal-sur-Arros

## Les lignes ferroviaires

### En service
- Ligne de Saint-Agne à Auch
- Ligne de Bon-Encontre à Auch (fret uniquement)

### Désaffectées
- Ligne de Auch à Vic-en-Bigorre
- Ligne de Condom à Castéra-Verduzan
- Ligne de Condom à Eauze
- Ligne d'Eauze à Auch
- Ligne de Toulouse à Boulogne-sur-Gesse

### Jamais ouvertes
- Ligne d'Auch à Lannemezan
- Ligne de Beaumont-de-Lomagne à Gimont